# Aiga-i-le-Tai

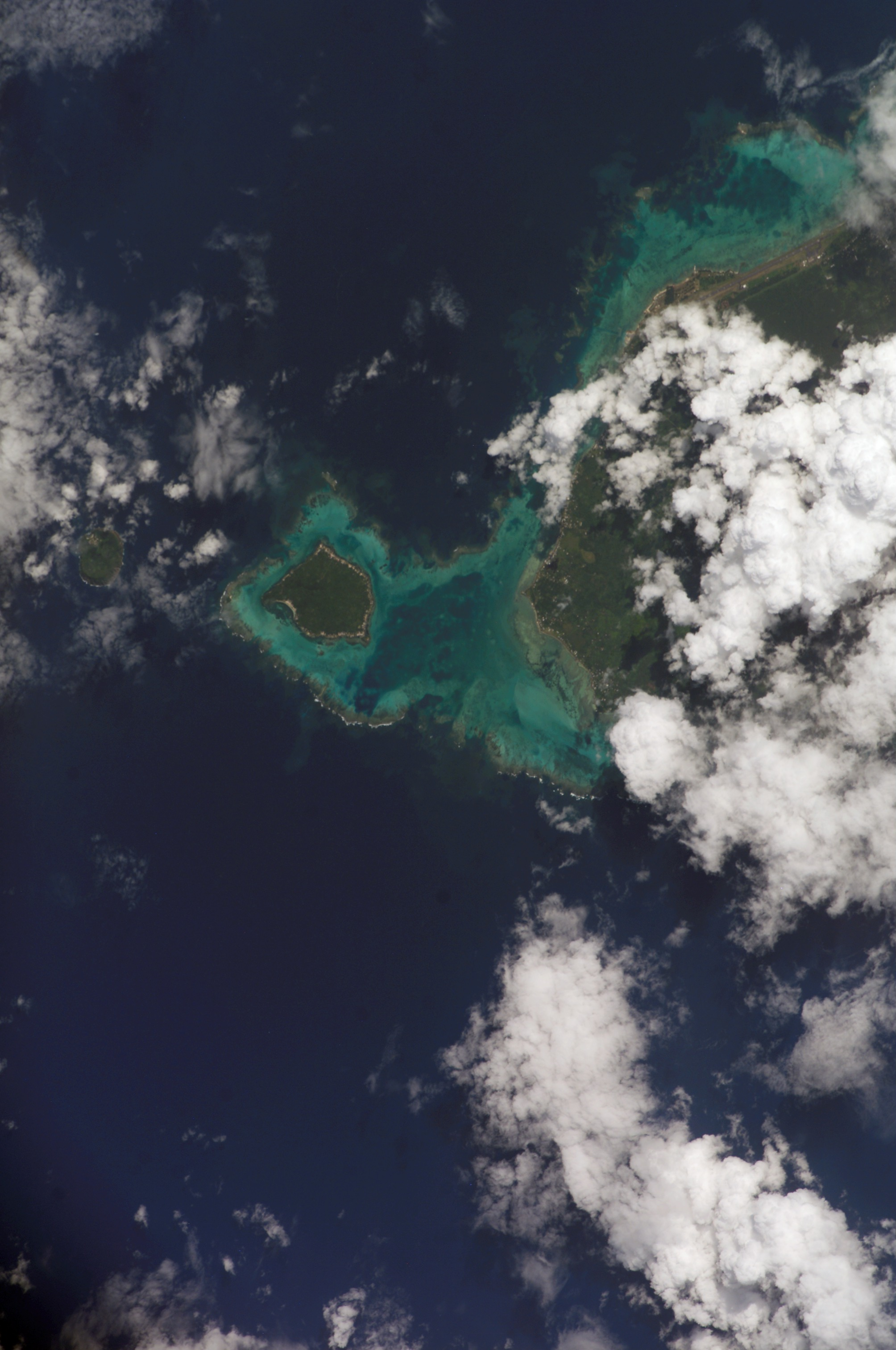
Satellitenfoto von Manono & Apolima & dem Westende von Upolu unter Wolken. (NASA, 2006).

Aiga-i-le-Tai ist ein politischer Bezirk (samoanisch itūmālō, englisch electoral district) von Samoa. Er besteht aus einem Areal am Westende von Upolu, sowie den Inselchen Manono, Apolima und dem unbewohnten Nuʻulopa in der Apolima Strait zwischen den beiden Inseln Upolu und Savaiʻi.

## Name
Der Name ʻāiga i le tai bedeutet im Samoanischen „Familie am Meer“.

## Geographie
Der Bezirk umfasst den westlichsten Teil der Insel Upolu, sowie die Inselchen Manono, Apolima und das unbewohnte Nuʻulopa in der Apolima Strait. Er umgibt dabei eine Exklave des itūmālō Aʻana, nämlich das Dorf Satuimalufilufi (⊙) im Nordwesten.
Das Gelände steigt sehr sanft an. Im äußersten Süden des Bezirks erreicht der Mount Olomanu eine Höhe von 204 m (⊙).
Das Zentrum des Bezirkes ist heute Mulifanua, wo sich das Inter-Island Ferry Terminal befindet, dass die Fährverbindung zwischen Savaiʻi und Upolu gewährleistet. Im Osten schließt sich direkt das Gelände des Flughafens Faleolo auf dem Gebiet von Aʻana an.
Mit einer Fläche von nur 27 km² ist Aiga-i-le-Tai der kleinste Wahldistrikt von Samoa. Der Bezirk hatte 2001 4500 Einwohner. In Bezug auf die Bevölkerungszahl ist nur Vaʻa-o-Fonoti kleiner.
Ursprünglich war Manono Island das eigentliche Zentrum des Bezirks. Dies hat sich erst seit Fertigstellung des Fährterminals geändert.

### Mulifanua Ferry Terminal
Heute ist der Ferry Terminal bei Mulifanua der zweit-wichtigste Hafen der Insel neben dem Hafen der Hauptstadt Apia. Der Hafen stellt die Hauptverbindung zu Savaiʻi dar. Eine regelmäßige Passagier- und Fahrzeugfähre verkehrt sieben Tage die Woche zwischen Mulifanua und Salelologa auf Savai'i.

## Häuptlingstitel
Historisch gesehen spielte die nautisch-strategische Lage von Manono und Apolima eine wichtige Rolle in den politischen Kämpfen zwischen den einzelnen Clans.
Einer der wichtigsten Häuptlingstitel (fa'amatai) im Bezirk ist Leiataua. Der Bezirk ist auch ein wichtiger Stützpunkt für den Sa Malietoa. Manono spielt eine wichtige Rolle bei den Wahlen der Häuptlinge der Malietoa, da das Dorf Malie auf den Rat von Manono hören muss.

## Archäologie
Bei Erweiterungsarbeiten am Anleger von Mulifanua wurden 1973 prähistorische Scherben von dekorierter Lapita-Keramik entdeckt. Wissenschaftler aus Neuseeland schätzen diese Stücke auf ein Alter von 3000 Jahren. Die Lapita-Stätte war im Meer untergegangen. Einzig an dieser Stelle in Samoa wurden decorated Lapita-Scherben gefunden.

## Galerie

Aiga-i-le-Tai
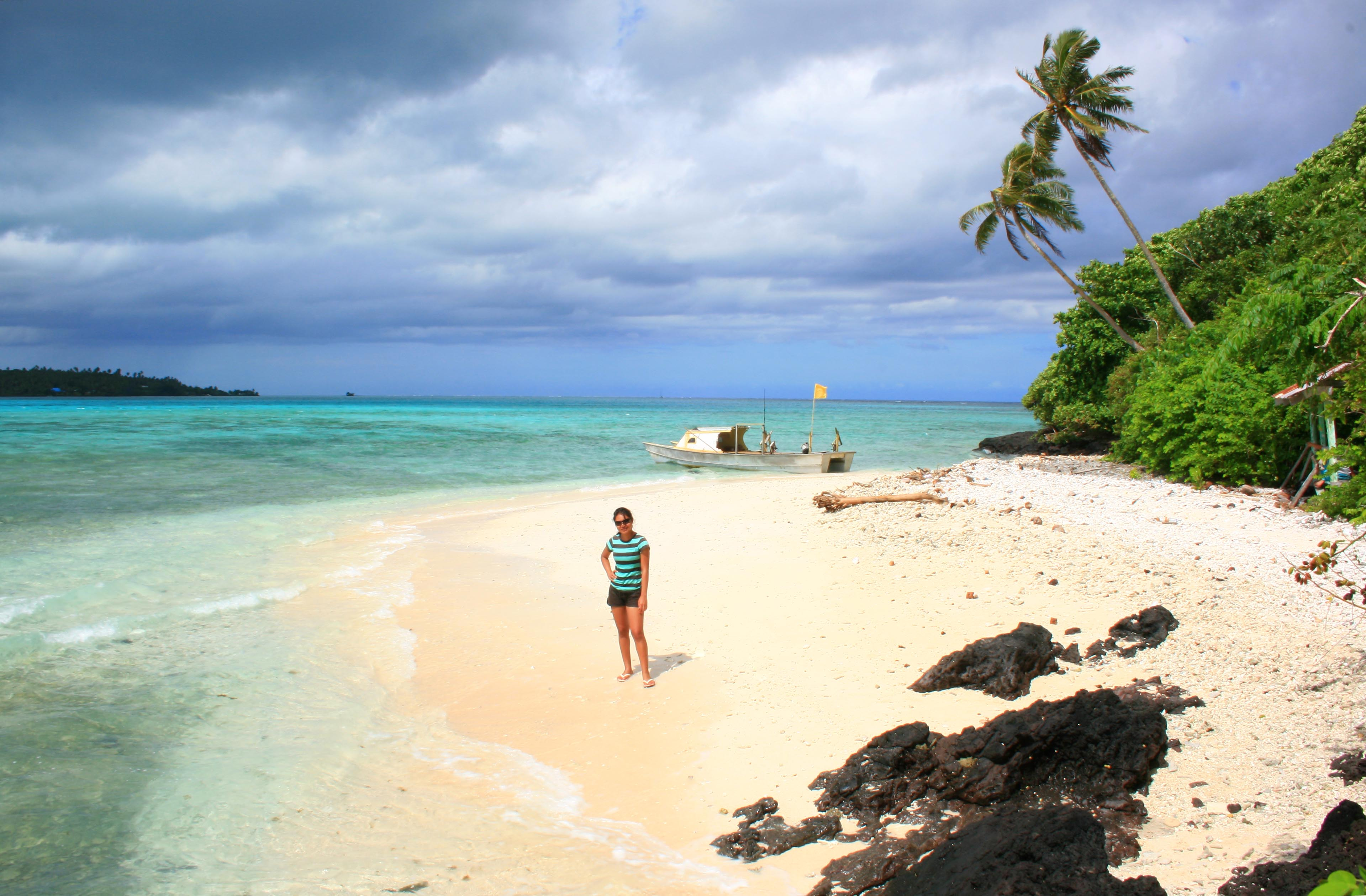
Besucher auf Nu'ulopa.
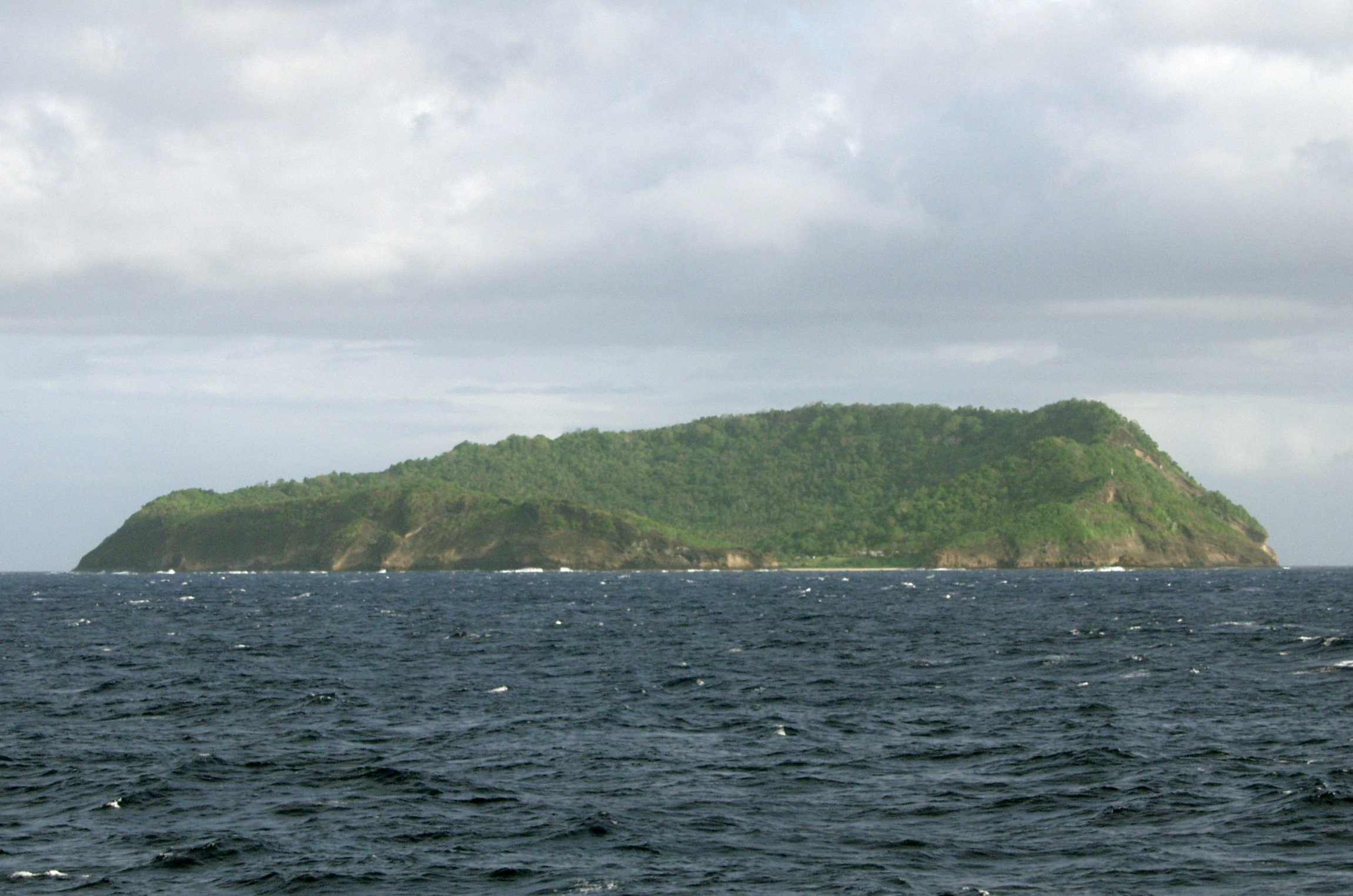
Apolima.
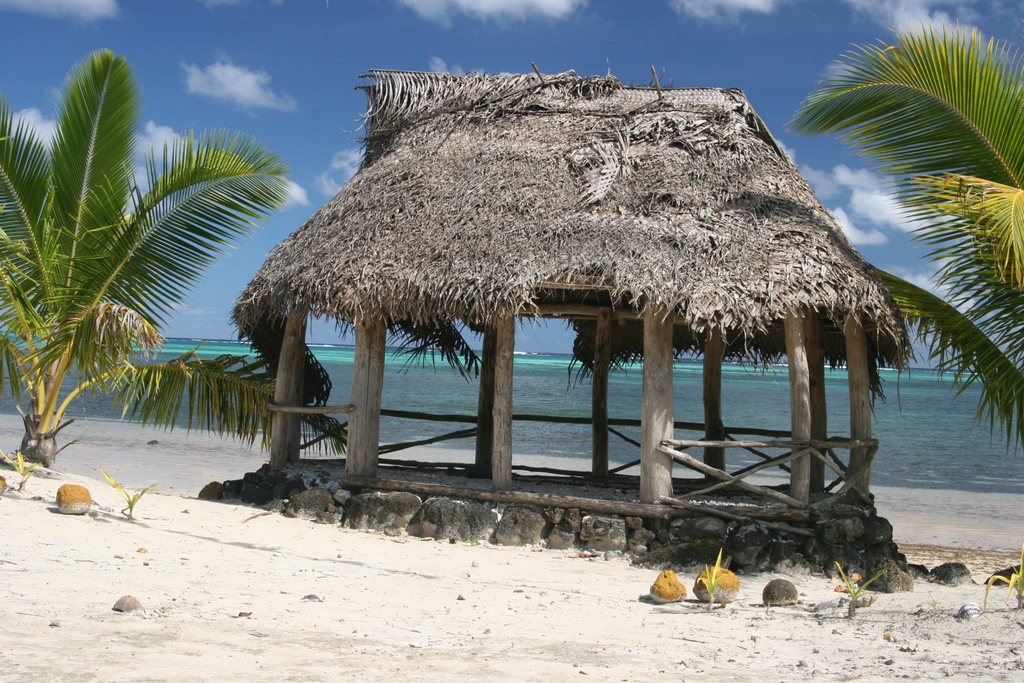
Faleo'o beach fale auf Manono island.
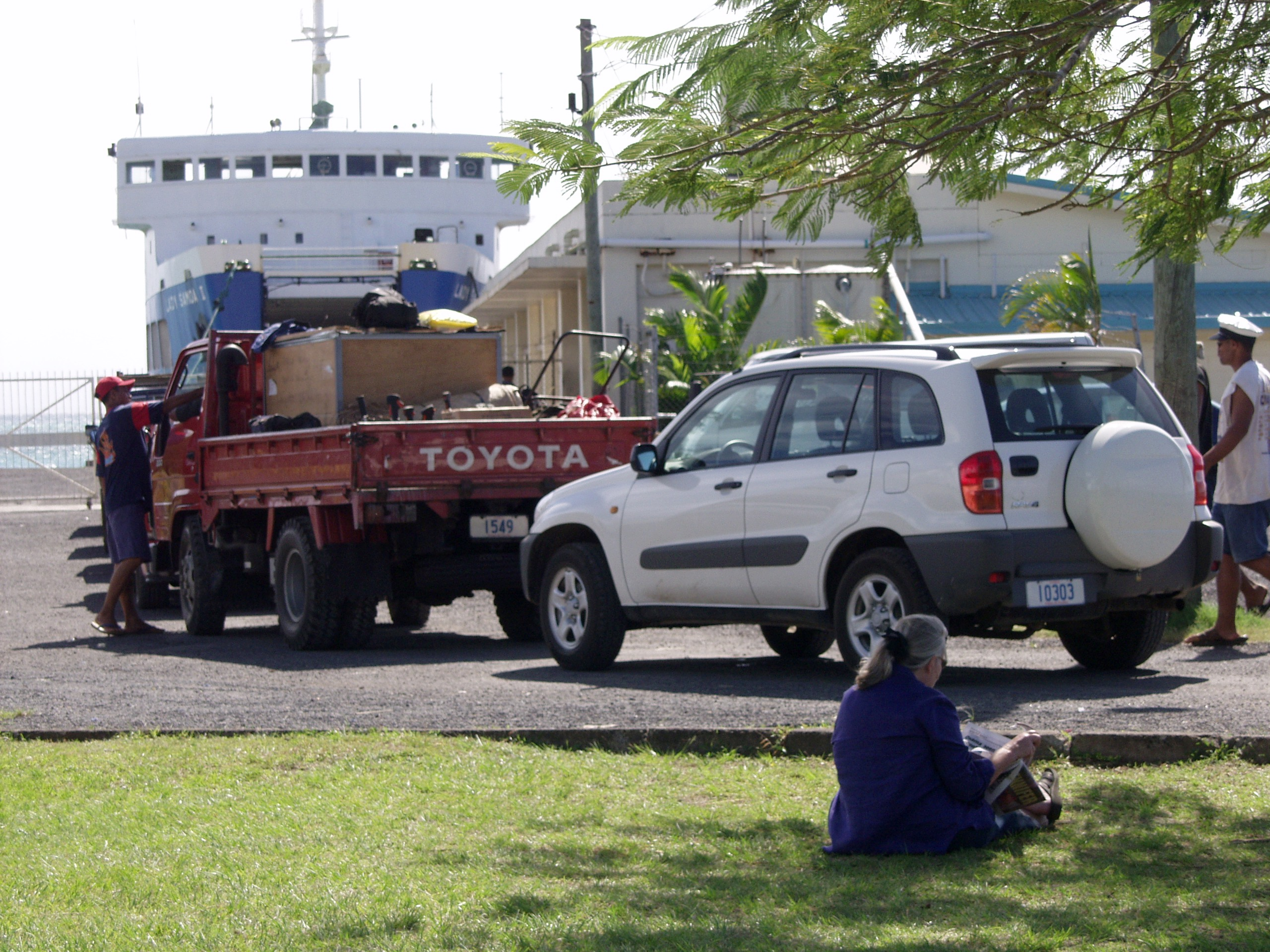
Autos am Fährterminal von Mulifanua.